# Бараць
Бараць, Бараці (рум. Barați) — село у повіті Бакеу в Румунії. Входить до складу комуни Мерджинень.
Село розташоване на відстані 245 км на північ від Бухареста, 4 км на захід від Бакеу, 84 км на південний захід від Ясс, 140 км на північний схід від Брашова.

## Населення
За даними перепису населення 2002 року у селі проживала 1741 особа. Рідною мовою 1739 осіб (99,9%) назвали румунську.
Національний склад населення села:
| Національність | Кількість осіб | Відсоток |
| -------------- | -------------- | -------- |
| румуни         | 1732           | 99,5%    |
| цигани         | 7              | 0,4%     |